# Isla Coronado
Isla Coronado, auch Isla Smith oder Smith Island, ist eine mexikanische Vulkaninsel im Golf von Kalifornien. Administrativ gehört sie ebenso wie die größere Nachbarinsel Ángel de la Guarda zur Gemeinde (municipio) Mexicali des Bundesstaates Baja California („Niederkalifornien“) und darin zum Gemeindebezirk (delegación) San Felipe, obwohl sie hunderte von Kilometern südlich des festländischen Teils der Stadt liegt. Die Insel ist nicht zu verwechseln mit der Isla Coronados im Süden des Golfs von Kalifornien.

## Geographie
Isla Coronado liegt nur 3 km östlich der Halbinsel Niederkalifornien im Canal de las Ballenas, der die Insel Ángel de la Guarda von Niederkalifornien trennt. Die Insel ist 7,2 km lang, bis zu 2,5 km breit und weist eine Fläche von 8,4 km² auf. Der nördlichste Teil der Insel wird dabei vollständig vom Vulkan Coronado (Volcán Coronado), einem rund 440 m hohen Schichtvulkan eingenommen, während das südliche Ende nur über einen schmalen Isthmus mit der Insel verbunden ist. Die aride und unbewohnte Insel ist ein Bestandteil des 2005 gebildeten UNESCO-Weltnaturerbes „Inseln und geschützte Gebiete im Golf von Kalifornien“ (spanisch Islas y áreas protegidas del Golfo de California).